# Pointe Long
La pointe Long (anglais : Long Point) est une pointe située sur la rive nord du lac Érié.  Elle est localisée dans le comté de Norfolk, dans la province de l'Ontario.  Celle-ci a une longueur de 40 km et une largeur maximale d'un kilomètre.

## Protection du territoire

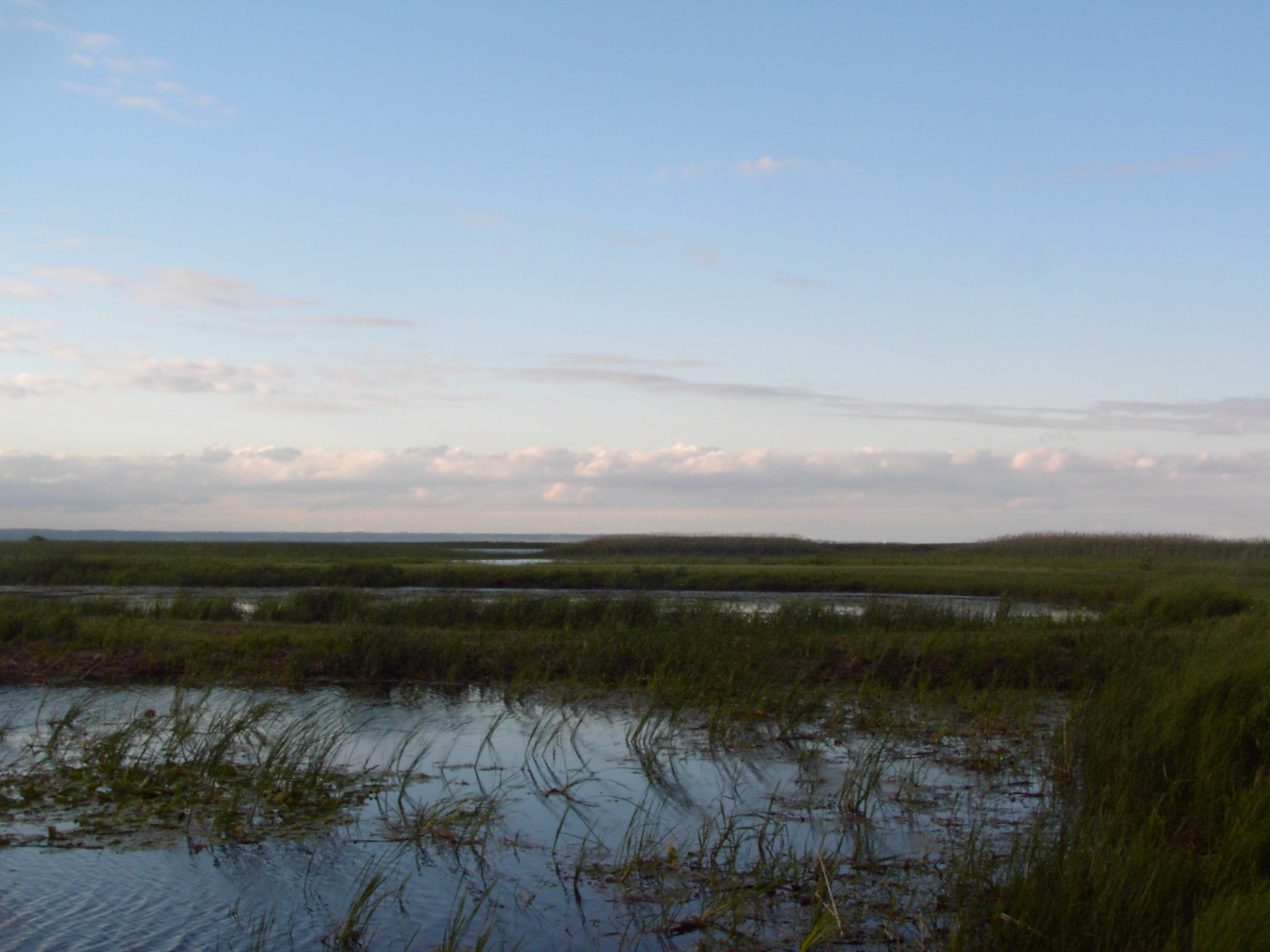
Marais de Pointe Longue, vue depuis le parc provincial Long Point.

Diverses mesures de protection ont été mises en place pour assurer la pérennité du site. En effet, la pointe et la région environnante ont été reconnues comme ZICO, site Ramsar en 1982 et comme réserve de biosphère par l'Unesco en 1986,.
La pointe Long possède deux aires protégées : le parc provincial de Long Point et la réserve nationale de faune de Long Point. Ce dernier constitue la zone cœur de la réserve de biosphère.

## Faune
Sur la pointe Long, 331 espèces d'oiseaux ont été identifiées, ce qui le rend un des sites ayant la plus grande diversité avienne des Grands Lacs. Parmi ces espèces, 173 ont été reconnues ou suspectées d'avoir niché sur la pointe. C'est un lieu important du continent pour la migration de l'avifaune. En 1998 ont été dénombrés environ 9 624 545 oiseaux jours lors de la migration d'automne. Parmi les espèces migratrices figurent le canard colvert (Anas platyrhynchos), le canard d'Amérique (Anas americana), le canard noir (Anas rubripes), le cygne siffleur (Cygnus columbianus), le fuligule à collier (Aythya collaris), le fuligule à dos blanc (Aythya valisineria), le fuligule à tête rouge (Aythya americana), le petit fuligule (Aythya affinis), le grand harle (Mergus merganser), le harle huppé (Mergus serrator). Outre la sauvagine, les espèces migratrices suivantes ont été observées : le courlis corlieu (Numenius phaeopus), la mouette de Bonaparte (Chroicocephalus philadelphia) et la sterne pierregarin (Sterna hirundo). La réserve est aussi un lieu de nidification important pour le bihoreau gris (Nycticorax nycticorax), le petit blongios (Ixobrychus exilis) et la sterne de Forster (Sterna forsteri).